# Campionati mondiali di nuoto in vasca corta 2022 - 400 metri stile libero femminili
La gara dei 400 metri stile libero femminili dei campionati mondiali di nuoto in vasca corta 2022 si è svolta il 13 dicembre 2022. Al mattino si sono svolte le batterie, mentre la finale si è disputata nella serata.

## Podio
| Pos.    | Atleta            | Nazione       |
| ------- | ----------------- | ------------- |
| Oro     | Lani Pallister    | Australia     |
| Argento | Erika Fairweather | Nuova Zelanda |
| Bronzo  | Leah Smith        | Stati Uniti   |

## Record
Prima della manifestazione il record del mondo (RM) e il record dei campionati (RC) erano i seguenti.
|  | 3'51"30 | Li Bingjie     | 27 ottobre 2022 Pechino   |
|  | 3'53"92 | Ariarne Titmus | 14 dicembre 2018 Hangzhou |

Durante la competizione non sono stati migliorati record.

## Risultati

### Batterie
| Pos. | Batteria | Corsia | Atleta                       | Nazionalità             | Tempo       | Note |
| ---- | -------- | ------ | ---------------------------- | ----------------------- | ----------- | ---- |
| 1    | 4        | 2      | Erika Fairweather            | Nuova Zelanda           | 3'58"27     | Q    |
| 2    | 3        | 4      | Lani Pallister               | Australia               | 3'59"50     | Q    |
| 3    | 4        | 3      | Erin Gemmell                 | Stati Uniti             | 4'00"49     | Q    |
| 4    | 3        | 6      | Leah Smith                   | Stati Uniti             | 4'00"71     | Q    |
| 5    | 4        | 5      | Miyu Namba                   | Giappone                | 4'00"97     | Q    |
| 6    | 4        | 7      | Waka Kobori                  | Giappone                | 4'02"05     | Q    |
| 7    | 3        | 7      | Katja Fain                   | Slovenia                | 4'02"13     | Q    |
| 8    | 3        | 3      | Leah Neale                   | Australia               | 4'02"30     | Q    |
| 9    | 3        | 5      | Liu Yaxin                    | Cina                    | 4'02"36     |      |
| 10   | 3        | 1      | Helena Rosendahl Bach        | Danimarca               | 4'03"59     |      |
| 11   | 4        | 8      | Imani de Jong                | Paesi Bassi             | 4'04"65     |      |
| 12   | 4        | 6      | Valentine Dumont             | Belgio                  | 4'07"37     |      |
| 13   | 4        | 1      | Gabrielle Roncatto           | Brasile                 | 4'08"39     |      |
| 14   | 2        | 4      | Alexa Reyna                  | Francia                 | 4'08"44     |      |
| 15   | 2        | 6      | Anja Crevar                  | Serbia                  | 4'08"62     |      |
| 16   | 3        | 8      | Silke Holkenborg             | Paesi Bassi             | 4'08"75     |      |
| 17   | 3        | 2      | Merve Tuncel                 | Turchia                 | 4'10"60     |      |
| 18   | 2        | 2      | Elisbet Gámez                | Cuba                    | 4'11"66     |      |
| 19   | 1        | 4      | Stephanie Houtman            | Sudafrica               | 4'13"16     |      |
| 20   | 2        | 3      | Paula Otero                  | Spagna                  | 4'14"08     |      |
| 21   | 2        | 1      | Ho Nam Wai                   | Hong Kong               | 4'14"15     |      |
| 22   | 2        | 8      | Vár Erlingsdóttir Eidesgaard | Fær Øer                 | 4'16"97     |      |
| 23   | 1        | 5      | Martina Cibulková            | Slovacchia              | 4'19"76     |      |
| 24   | 2        | 7      | Iman Avdić                   | Bosnia ed Erzegovina    | 4'21"65     |      |
| 25   | 1        | 6      | Jehanara Nabi                | Pakistan                | 4'25"36     |      |
| 26   | 1        | 3      | Natalia Kuipers              | Isole Vergini Americane | 4'26"11     |      |
| 27   | 1        | 2      | Kaltra Meca                  | Albania                 | 4'31"99     |      |
| 28   | 1        | 7      | Amaya Bollinger              | Guam                    | 5'04"88     |      |
| DNS  | 1        | 1      | Maha Al-Shehhi               | Emirati Arabi Uniti     | Non partita |      |
| DNS  | 2        | 5      | Gan Ching Hwee               | Singapore               | Non partita |      |
| DNS  | 4        | 4      | Li Bingjie                   | Cina                    | Non partita |      |

### Finale
| Pos. | Corsia | Atleta            | Nazionalità   | Tempo   | Note |
| ---- | ------ | ----------------- | ------------- | ------- | ---- |
|      | 5      | Lani Pallister    | Australia     | 3'55"04 |      |
|      | 4      | Erika Fairweather | Nuova Zelanda | 3'56"00 |      |
|      | 6      | Leah Smith        | Stati Uniti   | 3'59"78 |      |
| 4    | 2      | Miyu Namba        | Giappone      | 4'01"13 |      |
| 5    | 1      | Katja Fain        | Slovenia      | 4'01"46 |      |
| 6    | 3      | Erin Gemmell      | Stati Uniti   | 4'01"82 |      |
| 7    | 7      | Waka Kobori       | Giappone      | 4'02"14 |      |
| 8    | 8      | Leah Neale        | Australia     | 4'03"45 |      |